# Landorthe
Landorthe (in occitano Era Andòrta) è un comune francese di 978 abitanti situato nel dipartimento dell'Alta Garonna nella regione dell'Occitania.

## Società

### Evoluzione demografica
Abitanti censiti